# 불화
불화(佛畵)는 불교적 신념을 담은 그림으로 불교의 세계관이나 부처의 모습이 그려져 있다. 한국의 불화는 4세기 불교가 전파되었을 때 함께 전래되었을 것으로 보고 있으며, 삼국사기 열전 중 신라의 화가 솔거가 황룡사의 벽에 노송을 그렸다는 기록이 있다.

## 같이 보기
- 불교